# Konstitutionelle Armee
Als Konstitutionelle Armee wird allgemein jede auf Grundlage der Verfassung (Konstitution) eines Staates gebildete, reguläre Armee bezeichnet. Sie ist damit das Gegenstück sowohl zu allein dem Monarchen unterstellten Streitkräften (Kampf für oder gegen konstitutionelle Monarchie) als auch zu irregulären Rebellenarmeen oder Privatmilizen.

## Beispiele
Speziell für einige ausgewählte Armeen in der Geschichte wurde der Begriff verwendet.
- die Armee der Konstitutionalisten in Spanien, d. h. der Anhänger der Verfassungen von 1812 und 1823, die jeweils König Ferdinand VII. unterlagen, später aber dessen Tochter gegen die Karlisten unterstützten
- die Anhänger des brasilianischen Ex-Kaisers Pedro I. und seiner Tochter, Königin Maria Gloria (konstitutionelle Monarchin), die 1833/34 in Portugal die miguelistischen Thronräuber (Pedros Bruder Miguel) bekämpften, siehe Miguelistenkrieg
- jene propagandistisch als Verfassungsarmee bezeichneten Truppen des osmanischen Sultans Abdülhamid II., mit denen er bei einem Putsch am 13. April 1909 in Istanbul die Verfassung nicht schützen, sondern außer Kraft setzen wollte. Der Putsch wurde nach dreitägigen Kämpfen von den Jungtürken unter Mahmud Şevket Pascha niedergeschlagen, der Sultan abgesetzt, die konstitutionellen Offiziere ausnahmslos hingerichtet
- die liberale Armee bis 1920 unter Venustiano Carranza, Adolfo de la Huerta und Emiliano Zapata während der Mexikanischen Revolution